# Ubuntu Touch
Ubuntu Touch — мобільна версія операційної системи Ubuntu, що розробляється спільнотою «UBports». Була розроблена насамперед для пристроїв із сенсорним екраном, як-от смартфони та планшетні комп'ютери, хоч і початковою метою були IoT-пристрої, ноутбуки, персональні комп'ютери та телевізори. Користувацький інтерфейс написаний на Qt.
Проєкт був створений компанією Canonical Ltd., але 5 квітня 2017 року Марк Шаттлворт заявив, що Canonical припинить підтримку через відсутність ринкового інтересу. Потім він був прийнятий UBports як спільний проєкт. Проєкт UBports був підготовлений Маріусом Гріпсгардом у 2015 році, а вихідний код програмування був переданий Фонду UBports, де активно розробляється. Місія UBports полягає в підтримці спільного розвитку Ubuntu Touch та сприянні його широкому використанню.

## Історія створення
Проєкт Ubuntu Touch був анонсований в 2011 році. Марк Шаттлврот 31 жовтня 2011 анонсував, що до Ubuntu 14.04, мета полягала в тому, що Ubuntu буде підтримувати смартфони, планшети, смарт-телевізори та інше (наприклад, автомобільні смарт-екрани та розумні годинники),  але на сьогодні підтримали лише постачальники на декількох смартфонах, одному планшеті та ряді сторонніх пристроїв, на які любителі перенесли операційну систему. Початковою метою, яку поставив Шаттлворт для Ubuntu, було досягнення повної конвергенції (однакова платформа та бібліотеки на всіх пристроях). Платформа Ubuntu для телефонів була представлена 2 січня 2013 року. 21 лютого 2013 року було випущено Ubuntu Touch Developer Developer Preview.
Canonical випустила Ubuntu Touch 1.0, першу розробницьку/партнерську версію 17 жовтня 2013 року, а також Ubuntu 13.10, яка "в основному підтримує телефони Galaxy Nexus і Nexus 4, хоча є зображення, доступні для інших телефонів і планшетів",  та випущені "відносно" стабільна "збірка для більш широкого тестування та зворотного зв'язку" 17 квітня 2014 року  разом з Ubuntu 14.04. Попередня версія програмного забезпечення доступна для встановлення на деяких додаткових телефонах Android, включаючи Samsung Galaxy S4 Google Edition як Developer Preview станом на 21 лютого 2013 року. Розробники мають доступ до всіх вихідних кодів згідно з ліцензією, що дозволяє змінювати та перерозподіляти програмне забезпечення. 
Ubuntu Touch був випущений виробниками 16 вересня 2014 року.  BQ Aquaris E4.5 Ubuntu Edition, перший у світі смартфон на базі Ubuntu, був проданий в Європі 9 лютого 2015 року.
У квітні 2016 року було випущено перший у світі планшет на базі Ubuntu, BQ Aquaris M10 Ubuntu Edition.
У серпні 2016 року було оголошено, що OTA-13 підтримує Android 6.0 BSP. 
У серпні 2018 року UBPorts випустив свій OTA-4, модернізувавши базу Ubuntu Touch від стартової Ubuntu 15.04 "Vivid Vervet" від Canonical до найближчої, поточної довгострокової підтримки Ubuntu 16.04 LTS "Xenial Xerus".

### Перший офіційний реліз
Перший офіційний реліз Ubuntu Touch для смартфонів з сенсорними екранами вийшов 17 жовтня 2013, одночасно з редакціями для десктопів і серверних систем Ubuntu 13.10. Офіційні складання підготовлені для смартфонів Galaxy Nexus і Nexus 4. Неофіційно розвиваються портування Ubuntu Touch ще для 50 портативних пристроїв, що охоплюють понад 20 брендів. Особливістю складання для смартфонів є задіяння за замовчуванням дисплейного сервера Mir замість композитного менеджера платформи Android (SurfaceFlinger). Для підтримки обладнання в Ubuntu Touch використовуються користувацькі компоненти платформи Android, які не ініціалізуються на ранній стадії завантаження в ізольованому контейнері.
До складу версії для мобільних пристроїв входить оболонка Unity 8 і типовий набір базових застосунків, написаних з використанням Qt/QML і адаптованих для пристроїв з сенсорними екранами. Серед програм, що входять у комплект: менеджер фотографій, інтерфейс телефонії (дзвінки, SMS), клієнт для миттєвого обміну повідомленнями, адресна книга, програма для роботи з камерою, медіаплеєр, файловий менеджер, емулятор терміналу, застосунок для інтеграції з соціальними мережами, календар-планувальник, програма для інтеграції з хмарним сховищем Ubuntu One, редактор заміток і веббраузер на базі технологій Chromium. Для тестування Unity8 та оточення для мобільних пристроїв в звичайному настільному варіанті дистрибутиву досить встановити пакет Unity8 і запустити команду unity8.
Для офіційно підтримуваних пристроїв забезпечена можливість виконання оновлення прошивки «по повітрю» (over-the-air), без підключення до комп'ютера і з автоматичною перевіркою наявності оновлень. Оновлення здійснюється у формі завантаження нового образу прошивки, замість оновлення окремих пакунків. Для встановлення програм пропонується використовувати пакунки в форматі Click, для якого реалізований додатковий рівень ізоляції.
16 вересня 2014 компанія Canonical представила перше складання мобільної платформи Ubuntu Touch, позначене як реліз для виробництва (RTM, release to manufacturing). Зазначене складання ознаменувало собою готовність платформи для початку формування прошивок для смартфонів, укомплектованих Ubuntu Touch — етап формування базової функціональності Ubuntu Touch пройдений і відтепер вся увага приділятиметься усуненню помилок, при цьому в поточному вигляді платформа вже досить стабільна для її використання.

### Ubuntu для Android
Ubuntu для Android був варіантом Ubuntu, розробленим для роботи на телефонах Android. Очікувалося, що він буде попередньо завантажений на декілька телефонів. Ubuntu для Android макеті був представлений на Mobile World Congress 2012. Developer Preview був випущений в лютому 2013 року, але за станом на квітень 2014 року, цей проект вже не в стадії активної розробки. 
Розроблявся для різних графічні інтерфейсів: коли пристрій підключено до настільного монітора - використовується стандартний інтерфейс Ubuntu Desktop (Unity). Коли пристрій підключено до телевізора, інтерфейсом пропонується Ubuntu TV. Він мав можливість запускати стандартні програми Ubuntu Desktop, а також можливість запускати програми Android на робочому столі Ubuntu, що включає додатки для здійснення та отримання дзвінків та SMS-повідомлень безпосередньо з робочого столу.  
Телефон під використання Ubuntu для Android повинен відповідати декільком вимогам, наприклад, двоядерним процесором 1 ГГц CPU, прискорення відео через загальний драйвер ядра з OpenGL, ES/EGL, 2 Гб пам’яті, HDMI для відеовиходу, режим хосту USB та оперативну пам’ять 512 Мб.

### Ubuntu Mobile
Інтерфейс робочого столу Ubuntu Mobile: 
Ubuntu Mobile Internet Device Edition - це припинений розподіл Ubuntu, який планується розвивати на платформі Intel Mobile Internet Device , мобільних комп'ютерах x86 на базі процесора Intel Atom. Планувалося використовувати фреймворк GNOME Hildon як основу для свого GUI. У червні 2008 року було випущено Ubuntu Mobile 8.04. Ubuntu Mobile завершив активний розвиток у 2009 році після 9.10 Альфа 6. 
Виробники обладнання змогли б налаштувати свої дистрибуції, включаючи такі параметри, як Flash, Java або користувацькі інтерфейси. 
На думку Canonical, Ubuntu Mobile забезпечив би "безкомпромісний досвід Web 2.0" і такі функції, як вебперегляд, електронна пошта, засоби масової інформації, камера, VoIP, обмін миттєвими повідомленнями, GPS, ведення блогів, цифрове телебачення, ігри, контакти та календарі, з регулярними оновленнями програмного забезпечення. 

## Особливості
Особливістю складання для мобільних пристроїв з сенсорними екранами є задіяння за замовчуванням дисплейного сервера Mir, оболонки Unity 8 та типового набору базових застосунків, написаних з використанням Qt/QML. Для підтримки обладнання в Ubuntu Touch використовуються користувацькі компоненти платформи Android, які ініціалізуються на ранній стадії завантаження в ізольованому контейнері. 
Ubuntu Touch базується на десктопній версії Ubuntu, використовуючи звичайне ядро Linux. Незважаючи на це, система може працювати з ядрами Linux та спеціалізованими драйверами, які використовуються в різних смартфонах на базі ОС Android (яка також використовує ядро Linux, але модифіковане для роботи на мобільних пристроях), що дозволить уникнути довготривалої та складної роботи по адаптації нової ОС для конкретних компонентів і дозволить використовувати Ubuntu Touch на всіх нових смартфонах. Правильність цього кроку була підтверджена менш, ніж за тиждень після релізу альфа-версії операційної системи, коли мобільна Ubuntu була портована ентузіастами окрім початкових двох ще на 24 пристрої компаній Sony, Huawei, Samsung та Asus. На 2 березня 2013 року Ubuntu Touch портована на 32 пристрої, триває адаптація ще для 22 пристроїв.
На відміну від Android, в Ubuntu Touch не буде використовуватись віртуальна машина Dalvik для ізоляції застосунків, отже користувач отримує повний контроль над системою, як і в звичайній версії. Ubuntu Touch надає можливість зашифрувати файли чи весь носій, що особливо актуально для корпоративних користувачів. Також доступне створення декількох користувацьких акаунтів на пристрої, як і в десктопній версії.
Програми для Ubuntu Touch можуть розроблюватися мовами JavaScript, C, C++ — або на базі вебтехнології HTML5 (за допомогою вільного фреймворку PhoneGap з використанням специфічних API, які дозволяють вебпрограмам взаємодіяти з користувачем на рівні із звичайними програмами), або використовуючи спеціальний SDK, що дозволить створювати більш продуктивні та інтегровані в систему програми, із залученням Qt5 та OpenGL для ігор. Розповсюджуватися застосунки будуть через централізований каталог Ubuntu Software Centre.
Canonical надає право виробникам пристроїв передустановлювати на них фірмове ПЗ та інтегрувати їх сервіси з Ubuntu Cloud для зручності користувачів.
Ubuntu Touch використовує мобільну версію графічної оболонки Unity, чий інтерфейс базується на Qt та QML.

## Користувацький інтерфейс
Як і в десктопній версії, користувачеві доступні особливості інтерфейсу Unity, тематичні Lenses, спеціальні застосунки користування популярними вебсервісами. Інформацію та налаштування можна синхронізувати за допомогою Ubuntu One.
Керування системою здійснюється в основному за допомогою жестів пальцями на екрані пристрою, використання класичних меню зведено до мінімуму. Таке рішення Canonical пояснила бажанням надати користувацькому контентові якнайбільше вільного місця на екрані. За допомогою жестів можна відкривати меню, перемикатись між програмами чи закривати їх. Наприклад, жест від лівого краю екрану до правого відобразить список активних програм, які виконуюються на основі повноцінної витісняючої мультизадачності (Side Stage) для всіх застосунків.
Якщо пристрій достатньо потужний, його можна під'єднати до зовнішнього монітору чи телевізору, і використовувати як звичайну робочу станцію. Для цього на ньому буде встановлене спеціальне ПЗ.

## Системні вимоги
Згідно з мінімальними апаратними вимогами, щоб запустити Ubuntu Touch, смартфон повинен мати одноядерний процесор рівня Cortex-A9 з частотою 1 ГГц та 512 Мб оперативної пам'яті. Таке бюджетне рішення не дозволить використовувати смартфон в десктопному режимі при підключенні док-станції. Щоб повноцінно користуватися Ubuntu Touch, апарат повинен бути оснащений чотирьохядерним процесором рівня Cortex-A9 з частотою 1 ГГц та 1 Гб оперативної пам'яті. Також можна використовувати Intel Atom Medfield та новіші.
На даний час офіційними тестовими пристроями для демонстрації можливостей та тестування розробниками і ентузіастами є смартфони Samsung Galaxy, Nexus і Nexus 4 та планшети Nexus 7 і Nexus 10.

## Закриття проекту
5 квітня 2017 року Марк Шаттлворт оголосив про припинення розробки Ubuntu Phone, а також дисплейного сервера Mir і оболонки Unity. Пріоритетними напрямками названо хмарні технології та Інтернет речей (IoT).